# Mette Walther
Mette Walther (født 31. marts 1966) er en dansk forfatter. Hun har bl.a. skrevet bogen Elmo og de mange intelligenser (Kroghs Forlag 2006), der handler om De mange intelligenser, efter Howard Gardner's teori.